# El Lissitzky
El Lissitzky (Эль Лисицкий), pseudònim amb què fou conegut internacionalment  Lazar Màrkovitx Lissitski (?·pàg.), (23 de novembre de 1890 -30 de desembre de 1941) va ser un artista rus, dissenyador, fotògraf, professor, tipògraf i arquitecte. Va ser una de les figures més importants de l'avantguarda russa, contribuint al desenvolupament del suprematisme al costat del seu amic i mentor, Kazimir Malèvitx, i va dissenyar nombroses exposicions i obres de propaganda per a la Unió Soviètica. És considerat un dels principals representants de l'art abstracte i pioner al seu país del constructivisme. La seva obra va influir molt en els moviments de la Bauhaus, el constructivisme, i De Stijl, i va experimentar amb tècniques de producció i recursos estilístics que posteriorment van dominar el disseny Gràfic Del Segle XX
Tota la carrera d'El Lissitsky es va guiar per la creença que l'artista podia ser un agent del canvi social, la qual cosa més tard va resumir en la seva dita "das zielbewußte Schaffen" (La creació orientada en un objectiu). Era jueu i va començar la seva carrera amb il·lustracions de llibres infantils en yidis, en un esforç per promoure la cultura jueva a Rússia, un país que estava passant per un enorme canvi en aquella època i que acabava de revocar les seves lleis antisemites. Als quinze anys va començar a donar ensenyament, una tasca a què es va dedicar durant la major part de la seva vida. Al llarg dels anys, va ensenyar des de diversos càrrecs, escoles, i mitjans artístics, difonent i intercanviant idees a un ritme ràpid. Va portar amb ell la seva ètica quan va treballar amb Malèvitx liderant el grup artístic suprematista Unovis, on va desenvolupar una sèrie suprematista variant pròpia, els prouns | i més encara el 1921, quan va assumir un càrrec com a ambaixador cultural de Rússia a l'Alemanya de Weimar, treballant amb una sèrie de figures destacades, que van influir, tant a la Bauhaus com al moviment De Stijl. Durant la resta de la seva vida, va realitzar innovacions significatives i canvis en els camps de la tipografia, disseny d'exposicions, fotomuntatge, i disseny de llibres, produint obres respectades pels crítics i obtenint l'aplaudiment internacional pels seus dissenys d'exposicions. Així va seguir fins a la seva mort, produint la seva última obra el 1941, un cartell de propaganda soviètica que instava al poble a construir més tancs per a la lluita contra l'Alemanya nazi.

## Primers anys
El Lissitsky va néixer el 23 de novembre de 1890 a Potxinok, una petita comunitat jueva a 50 km al sud-est de Smolensk, part llavors de l'Imperi Rus i actualment part de l'Óblast de Smolensk, Rússia. Durant la seva infantesa, va viure i va estudiar a la ciutat de Vítebsk, avui part de Belarús, i més tard va passar deu anys a Smolensko amb els seus avis, acudint a l'escola de la ciutat. Sempre va expressar el seu interès i el seu talent pel dibuix; va començar a rebre formació als tretze anys amb Jehuda Pen, un artista local jueu, i als quinze anys va començar a ensenyar ell mateix estudiants. El 1909, va sol·licitar entrar en una acadèmia d'art de Sant Petersburg, però el van rebutjar. Va aprovar l'examen d'ingrés, però la llei tsarista només permetia un nombre limitat d'estudiants jueus a les escoles i universitats russes.
Com molts altres jueus que vivien en l'Imperi Rus, El Lissitsky va marxar a estudiar a Alemanya, concretament, arquitectura i enginyeria en la Technische Hochschule de Darmstadt. Durant l'estiu de 1912, Lissitsky, segons les seves pròpies paraules, «va vagabundejar per Europa», passant un temps a París i recorrent 1.200 quilòmetres a peu per Itàlia, aprenent per si mateix belles arts i fent dibuixos d'arquitectura i paisatges que li interessaven. Aquell mateix any, algunes de les seves peces es van incloure per primera vegada en una exposició de la Unió d'artistes de Sant Petersburg; va ser un destacat primer pas per a El Lissitsky. Va romandre l'Alemanya fins a l'esclat de la I Guerra Mundial, quan va ser forçat a tornar a casa junt amb molts dels seus compatriotes, incloent altres artistes expatriats nascuts en l'antic Imperi Rus, com Vassily Kandinski i Marc Chagall. Va resultar molt influït per Vladímir Tatlin i el seu descobriment del constructivisme.
Després de la guerra, va marxar a Moscou i va estudiar en l'Institut Politècnic de Riga, que havia estat evacuat a Moscou a causa de la guerra. Va rebre el seu diploma en arquitectura i immediatament va començar a realitzar treballs com a ajudant en diverses empreses d'arquitectura. Durant aquesta etapa, es va interessar activa i apassionadament per la cultura jueva que, després de la caiguda del règim tsarista, obertament antisemita, estava florint i experimentant per llavors un renaixement. El nou govern provisional va revocar un decret que prohibia la impressió de lletres hebrees i que privava els jueus de la ciutadania. D'aquesta manera Lissitzky es va dedicar a l'art jueu, exposant obres d'artistes jueus locals, viatjant a Magilov per estudiar l'arquitectura tradicional i els ornaments de les antigues sinagogues, i il·lustrant molts llibres per a nens en yidis. Aquests llibres van ser la primera gran aventura de Lissitzky en el disseny de llibres, un camp que innovaria grandemente durant la seva carrera.
Els seus primers dissenys van aparèixer al llibre de 1917 Sihas hulin: Eyne fun di geshikhten («Una conversa quotidiana»), on va incorporar lletres hebrees amb un aire decididament modernista. El seu llibre següent va ser una reelaboració de la cançó jueva tradicional Had gadya («Una cabra»), en la qual Lissitzky va exhibir un recurs tipogràfic que sovint tornaria en dissenys posteriors. Al llibre, Lissitzky va integrar lletres amb imatges a través d'un sistema de codificació cromàtica que aparellava el color dels personatges en la història amb la paraula que s'hi referia. En els dissenys per a la pàgina final (que pot veure's a la dreta), Lissitzky va representar la «poderosa mà de Déu» assassinant l'àngel de la mort, que llueix la corona del tsar. Aquesta representació uneix la redempció dels jueus amb la victòria dels bolxevics en la Revolució Russa.Representacions visuals de la mà de Déu tornarien a aparèixer a nombroses peces al llarg de tota la seva carrera, en particular al seu retrat mitjançant fotomuntatge de 1925 El Constructor en la qual destaca la presència de la mà.

## Avantguarda

### Suprematisme
L'any 1919, Marc Chagall, director de l'Escola d'Art a Vitebsk, el va convidar a unir-se al cos de professors per ensenyar arts gràfiques, impressió i arquitectura; aquesta escola havia estat creada per Chagall després de ser nomenat Comissari d'Assumptes Artístics per a Vitebsk el 1918. Chagall també va convidar altres artistes russos, en particular el pintor i teòric de l'art Kazimir Malèvitx, que va ser una important influència per a Lissitzky; també va cridar l'anterior mestre de Lissitsky, Jehuda Pen. Malèvitx va implicar una riquesa d'idees noves, la major part de la qual va xocar amb Chagall i van inspirar a Lissitsky. Després de passar per l'impressionisme, primitivisme, i cubisme, Malèvitx va començar a desenvolupar les seves idees sobre el suprematisme, i defensar-les agressivament. En desenvolupament des de 1915, el suprematisme rebutjava la imitació de les formes naturals i se centrava més en la creació de formes distintives i geomètriques. Va reemplaçar el programa d'ensenyament clàssic amb el seu propi i va estendre les seves idees suprematistas i tècniques per tota l'escola. Chagall defensava ideals més clàssics i Lissitzky, lleial encara a Chagall, es veia dividit entre dos camins artístics oposats. Lissitsky al final va optar pel suprematisme de Malèvitx i es va separar de l'art jueu tradicional. Chagall va deixar l'escola poc després.
En aquest punt, Lissitzky es va adherir plenament al suprematisme i, sota la guia de Malèvitx, va ajudar a desenvolupar més el moviment. Algunes de les seves obres més famoses són d'aquesta època, sent potser la més coneguda el seu cartell propagandístic de 1919 titulat «Colpegeu els blancs amb la falca vermella». Rússia passava per llavors una guerra civil, que es lluitava principalment entre els «Vermells», que eren els comunistes i revolucionaris, i els «Blancs» que eren monàrquics, conservadors, liberals i socialistes que s'oposaven a la Revolució Bolxevic. La imatge d'una falca vermella trencant la forma blanca, sent tan simple com era, transmetia un poderós missatge que no deixava dubtes en la ment dels espectadors, sobre la seva intenció. S'assenyala amb freqüència que aquesta peça al·ludeix a formes similars usades en mapes militars i, al costat del seu simbolisme polític, va ser un dels primers grans passos de Lissitzky apartant-se del suprematisme no objectiu de Malévich per seguir el seu propi estil. Va afirmar:
| «           | L'artista construeix un nou símbol amb el seu pinzell. El símbol no és una forma recognoscible de res que ja estigui acabat, ja fet, o ja existent al món - és un símbol d'un món nou, que s'està construint i que existeix per mitjà del poble. | » |
| — Lissitsky | |   |

També el 1919, Lissitzky es va unir i va assumir un paper prominent en el grup Unovis, de curta durada, però de gran influència. El nom és una abreviatura de Utverditeli Novogo Iskusstva («Els defensors del nou art»), una associació proto-suprematista d'estudiants, professors, i altres artistes. Anteriorment conegut com a Molposnovis i Posnovis, el grup va ser rebatejat com Unovis quan Malèvitx es va convertir en el seu líder. El febrer de 1920, sota el lideratge de Malèvitx, el grup va treballar en un «ballet suprematista», coreografiat per Nina Kogan, i precursor de la influent òpera futurista d'Aleksandr Kruchenykh Victòria sobre el sol. Resulta interessant destacar que Lissitzky i tot el grup van triar compartir el crèdit i la responsabilitat de les obres produïdes dins del grup, firmant la major part de les peces amb un quadrat negre solitari. Això era en part un homenatge a una peça similar del seu líder, Malèvitx, i una abraçada simbòlica a l'ideal comunista. Això seria, de facto, el segell d'Unovis que va assumir el paper de noms individuals o inicials. El grup, que es va disgregar el 1922, tindria un paper fonamental en la difusió de la ideologia suprematista a Rússia i a l'estranger també i va llançar l'estatus de Lissitzky com una de les figures líders d'avantguarda.

### Els «prounen»
Durant aquest període, Lissitsky va procedir a desenvolupar una variant pròpia de l'estil suprematista, una sèrie de quadres geomètrics i abstractes que va denominar «proun» (en plural, «prounen» o «Projectes Proun»). El significat exacte de la paraula proun mai va ser plenament establert, suggerint-ne alguns que és una contracció de «proekt unovsia» («Disseny arquitectònic per a Unovis»), o «proekt utverzhdenia novoga» («disseny per a la confirmació del nou»). Més tard va ser definit per Lissitzky de manera ambigua com «un estat intermedi entre la pintura i l'arquitectura». Això descriu la seva síntesi dels conceptes de l'arquitectura amb la pintura. En català s'ha parlat de «projectes per a l'establiment -o afirmació- d'un art nou».
Amb els prounen va introduir il·lusions tridimensionals a través de l'ocupació de formes amb cert efecte arquitectònic. Proun va ser essencialment l'exploració de Lissitzky del llenguatge visual del suprematisme amb elements espacials, utilitzant eixos canviants i perspectives múltiples; ambdues eren idees inusuals en el suprematisme. El suprematisme de l'època es duia a terme gairebé exclusivament a través de formes bidimensionals, i Lissitzky, amb el seu gust per l'arquitectura i altres conceptes tridimensionals, va intentar portar al suprematisme més enllà. Seus prounen van incloure mitja dècada i van evolucionar des de pintures i litografies senzilles fins a instal·lacions plenes en tres dimensions. Van ser la base de les seves experimentacions posteriors en arquitectura i disseny d'exposicions. Mentre les pintures eren artístiques per dret propi, va ser significatiu el seu ús com una posada en escena de les seves primeres idees arquitectòniques. En aquestes obres, els elements bàsics d'arquitectura -volum, massa, color, espai i ritme- es van sotmetre a una formulació fresca en relació amb els nous ideals suprematistes
Els prounen s'inscriuen en un projecte artístic inèdit que ell va definir amb les paraules: «De reproductor, l'artista s'ha convertit en constructor d'un nou univers d'objectes». El 1920, s'apropa a Vladímir Tatlin i al constructivisme, moviment a què va fer una contribució de primer ordre.
Els temes i símbols jueus van aparèixer algunes vegades en els seus prounen, normalment mitjançant l'ús que Lissitzky feia de lletres hebrees com a part de la tipografia o codi visual. Per a la coberta del llibre de 1922 Arba'ah Teyashim («Quatre bocs»), mostra una composició de lletres hebrees com a elements arquitectònics en un disseny dinàmic que reflecteix la seva tipografia prou contemporània. Aquest tema es va estendre a altres obres, per exemple la seva il·lustració del llibre Shifs-Karta («Bitllet de passatger»).

### Tornada a Alemanya
El 1921, coincidint més o menys amb la desaparició d'Unovis, el suprematisme començava a trencar-se en dues meitats ideològicament oposades, una que afavoria un art espiritual, utòpic, i una altra que defensava un art més utilitari que servís a la societat. Lissitzky no va formar part plenament de cap de les dues i va abandonar Vitebsk aquell any. Va agafar un treball com a representant cultural de Rússia i es va traslladar a Berlín, on establiria contactes entre els artistes russos i els alemanys. Allà va assumir també la tasca d'escriptor i dibuixant per a diverses revistes i diaris internacionals, al mateix temps que contribuïa a promocionar l'avantguarda a través de diverses exposicions en galeries d'art. Va començar amb Veshch-Gerenstand Objekt, impressionant encara que de curta durada, amb l'escriptor jueu rus Ilià Erenburg. Es pretenia que el diari mostrés l'art rus contemporani a Europa occidental, centrant-se en particular a les noves obres suprematistes i constructivistes, i es publicava en alemany, francès i rus. En el primer número, Lissitzky va escriure:
| «           | Considerem que el triomf del mètode constructivista és essencial per a la nostra època. Ho trobem no solament en la nova economia i en el desenvolupament de la indústria, sinó també en la psicologia dels nostres artistes contemporanis. Veshch defensarà l'art constructivista, la missió del qual no és, al cap i a la fi, embellir la vida, sinó organitzar-la. ' ' | » |
| — Lissitzky | |   |

Durant la seva estada també va desenvolupar la seva carrera com un dissenyador gràfic amb algunes obres històricament importants, com el llibre Dlia Golossa («Para la veu»), una col·lecció de poemes de Vladímir Mayakovski, i el llibre Die Kunstismen («Els ismes en l'art») al costat de Jean Arp. Va conèixer i es va fer amic de molts altres artistes, en especial de Kurt Schwitters, László Moholy-Nagy i Theo Van Doesburg. Amb Molohy, Messes van der Rohe, H. Richter i Arp, va constituir el Grup G; es converteix, des d'aquell moment, en el nexe d'unió primordial entre l'abstracció revolucionària soviètica i les investigacions de la Bauhaus i del moviment De Stijl.
La seva activitat és extremadament innovadora dins del camp de la tipografia i del fotomuntatge. Els cartells que va realitzar van influir en tota una generació d'artistes europeus. Lissitzky, junt amb Schwitters i van Doesburg, va introduir la idea d'un moviment artístic internacional sota les línies mestres del Constructivisme mentre treballava amb Kurt Schwitters en el nombre Nasci (Naturalesa, 1924) de la revista Merz (a la dreta), i va continuar il·lustrant llibres de nens.
Després de publicar la seva primera sèrie proun a Moscou el 1921, Schwitters va presentar Lissitzky a Kestner-gesellschaft, galeria de Hannover, el 1922, on va celebrar la seva primera exposició individual. La segona sèrie, però, impresa en Hanóver el 1923, va ser un èxit, utilitzant tècniques d'impressió noves i sofisticades. Més tard, va conèixer Sophie Kuppers, vídua del director artístic d'una galeria en la qual Lissitzky estava exposant; es van casar el 1927.
Va fundar, amb M. Stam i H. Schmidt, el grup de la revista Abc. Va publicar igualment un assaig: Kunst und Pangeometrie, sobre l'art suprematista el 1925.
El 1924 Lissitzky va marxar a Davos, Suïssa per tractar la seva tuberculosi. Es va mantenir molt ocupat durant la seva estada, treballant en dissenys d'anuncis per a la firma Pelikan (que a canvi va pagar el seu tractament), traduint a l'alemany articles escrits per Malèvitx, i va experimentar molt amb el disseny tipogràfic i la fotografia.
Lissitzky va ser a Europa occidental difonent les idees de l'avantguarda russa, amb algunes interrupcions, bàsicament entre 1922 i 1931.

## Últims anys
El 1925, després que el govern suís negués la seva petició de renovar el visat, Lissitzky va tornar a Moscou. Va continuar fins a la seva mort la seva activitat dins del camp gràfic, arquitectònic, publicitari, teatral i cinematogràfic. Va començar a ensenyar disseny d'interiors, metal·lúrgia i arquitectura en Vkhutemas (Tallers Estatals Superiors Artístics i Tècnics), un ja que mantindria fins a 1930.
Sent allà, va deixar de fer prounen i va anar dedicant-se més a l'arquitectura i als dissenys de propaganda. D'aquesta ápoca data seu projecte per a la tribuna de Lenin i el gratacel anomenat Wolkenbügel. Era un gratacel únic que va dissenyar el 1926 junt amb l'arquitecte Mart Stam, sobre tres pals, planejat per a Moscou. Encara que no es va construir mai, l'edifici era una franca contradicció amb l'estil de vertical dels Estats Units, ja que l'edifici només s'aixecava fins a una altura relativament modesta i després s'expandia horitzontalment sobre una intersecció de manera que es fes millor ús de l'espai. Els seus tres pals eren a tres cantonades diferents del carrer, emmarcant la intersecció. Una il·lustració d'aquest projecte va aparèixer a la portada del llibre d'Adolf Behne, Der Moderne Zweckbau, i Lissitzky va escriure articles sobre ell, que van aparèixer en un número de la revista d'arquitectura amb seu a Moscou Asnova News (diari d'Asnova, l'Associació dels Nous Arquitectes), i al diari d'art alemany Das Kunstblatt.
A més de la seva obra arquitectònica, va començar a dissenyar muntatges per a exposicions per al govern, inclòs el Internationale Kunstausstellung («Exposició Internacional d'Art») a Dresde, i el Raum Konstruktive Kunst («Espai per a art constructiu») i Abstraktes Kabinett a Hanover, que els nazis van destruir en ser considerat art degenerat. Una de les seves exposicions més notables va ser l'Exposició Poligràfica a Moscou el 1927, que va fer que el nomenessin cap de l'equip d'artistes que dissenyarien els pavellons posteriors. La seva obra en aquesta exposició va ser radicalment nova, especialment en costat dels dissenys, molt clàssics, d'altres països participants.
Igualment, va construir molts pavellons soviètics incloent un dels seus pavellons a la Fira Mundial De Nova York de l'any 1939.
Al costat del disseny de pavellons, Lissitzky va començar a experimentar de nou amb els mitjans impresos. La seva obra de disseny de llibres i diaris va ser potser la més acabada i influent. Va llançar innovacions noves i radicals en tipografia i fotomuntatge, dos camps per als quals estava particularment dotat. Fins i tot va dissenyar un anunci de naixement del seu fill mitjançant un fotomuntatge l'any 1930, per al seu fill Jen nounat. La imatge per si mateix es veu com una altra aprovació personal de la Unió Soviètica, car sobreposa la imatge del bebè Jen sobre la xemeneia d'una fàbrica, vinculant el futur de Jen amb el progrés industrial del seu país. Per aquesta època, l'interès de Lissitzky pel disseny de llibres va augmentar. En els anys que li quedaven, algunes de les seves obres més innovadores i desafiadores es desenvoluparien en aquest camp. En discutir la seva visió del llibre, va escriure:
| «           | En contrast amb l'antic art monumental [el llibre] per si mateix va al poble, i no roman dempeus com una catedral en un sol lloc esperant que algú se li apropi... [El llibre és el] monument del futur. | » |
| — Lissitzky | |   |

Concebia els llibres com objectes permanents que estaven investits de poder. Aquest poder era únic des del moment en el qual podien transmetre idees a la gent de diferents èpoques, cultures, i interessos, i fer-ho d'una manera que no podien la resta de les formes artístiques. Això representa un punt d'ambició que uneix totes les seves obres, particularment en els seus últims anys. Lissitzky es va dedicar a la idea de crear un art amb poder i un propòsit; art que pogués invocar el canvi.
En els seus últims anys de vida, es va plantejar la necessitat de realitzar una missió social, pel qual es va comprometre personalment amb la Unió Soviètica a destinar el seu potencial artístic a la propaganda de l'estat soviètic fins al dia de la seva mort. Va començar a treballar en la revista de propaganda USSR im Bau (l'URSS en construcció), on va produir alguns dels seus experiments més radicals amb el disseny de llibres. Cada número es dedicava a un tema que en aquell moment concret importés a Stalin - la construcció d'una nova presa, reformes constitucionals, l'avenç de l'Exèrcit Roig, etcètera.
El 1941 va emmalaltir de nou de tuberculosi, però encara va continuar produint obres, sent una de les últimes un cartell de propaganda per als esforços russos en la Ii Guerra Mundial, titulat Davaite pobolshe tankov! («Doneu-nos més tancs!»)
Va morir el 30 de desembre de 1941 a Moscou.

## Llegat
Al llarg de la seva carrera, Lissitzky va anticipar tota una sèrie de mètodes, idees i moviments que van tenir ampli impacte en l'art contemporani - particularment en els camps del disseny gràfic, disseny d'exposicions, i arquitectura. En part a causa de la seva constant expansió i experimentació en diferents mitjans i estils, i el seu esperit innovador en ells, l'obra de Lissitzky està en general molt bé considerada per historiadors i crítics. Va ser un dels principals innovadors de la moderna tipografia i fotomuntatge, ambdós camps relativament nous en la seva època.
Es va preocupar també des dels primers anys de la seva carrera pel disseny de llibres. Pensava en el llibre com un objecte dinàmic, una «unitat d'acústica i òptica» que requeria la participació activa de l'espectador. Mentre treballava en USSR im bau va portar la seva experimentació i innovació amb el disseny de llibres fins a l'extrem. En el número #2 incloïa múltiples pàgines amb doblecs, presentades perquè encaixessin amb altres pàgines doblegades que juntes produïen combinacions de dissenys i una estructura narrativa que en aquella època era totalment original. També va invertir grans esforços a establir enllaços internacionals entre els artistes i en la promoció de noves idees, ajudant que l'avantguarda es disseminés per Europa. Això va començar localment amb Unovis, on va intentar divulgar i promoure el nou art abans que res a Rússia, i va assolir la seva cimera durant la seva estada a Alemanya, on va intercanviar idees internacionalment i va ajudar que fossin influents la Bauhaus alemanya i el moviment neerlandès De Stijl.
Al costat dels seus esforços a favor de l'avenç de l'art, Lissitzky va treballar sense parar per millorar la vida a través de l'art. A tal efecte va escollir estudiar arquitectura en la seva joventut; un mitjà artístic que directament afecta i contribueix a la societat. Va ser un ardent defensor de la ideologia comunista i va dedicar gran part de la seva vida i energia al seu servei. A través de seus prounen va desenvolupar models utòpics per a un món nou i millor. Aquest enfocament, en el qual l'artista crea art amb un propòsit definit socialment, pot resumir-se en la seva frase "dónes zielbewußte Schaffen" - «una creació orientada a una tasca».
En els seus últims anys va introduir canvis revolucionaris en el disseny d'exposicions, obtenint així un respecte internacional, així com prestigi dins del seu propi país i govern. En disseny d'exposicions i de propaganda, va trobar una àrea en la qual podia aplicar les seves forces creatives al servei de la societat. En la seva autobiografia escrita el juny de 1941 (que més tard va ser publicada per la seva esposa), Lissitzky va escriure, "1926. Comença la meva obra més important com a artista: la creació d'exposicions. "

## Obres escollides
| Obra gràfica escollida | Obra gràfica escollida | Obra gràfica escollida | Obra gràfica escollida |
| Tipus | Any                    | Descripció | Mitjà |
| --- | ---------------------- | --- | --- |
| Obres yidis | 1917                   | Sihas hulin: Eyne fun di geshikhten (Una conversa quotidiana: Una història) | Portada |
| Obres yidis | 1919                   | «Coveure of Yingl Tsingl Khvat» (El noi entremaliat) | Portada |
| Obres yidis | 1919                   | Had gadya (Una cabra) | Portada Pàgina Contraaportada |
| Obres yidis | 1922                   | Arba'ah Teyashim (Quatre bocs) | |
| Quadres, cartells | 1919                   | Litografía Colpegeu els blancs amb la falca vermella | Imatge |
| Quadres, cartells | 1929                   | Cartell per a l'exposició russa Kunstgewerbemuseum, Zuric | Cartell, Estudi per al cartell |
| Pro un | 1919                   | Pro un 1 C | Museu Thyssen-Bornemisza Arxivat 2007-11-07 a Wayback Machine., Madrid |
| Pro un | 1920                   | Pro un 2 C | Pro un |
| Pro un | 1922                   | Pro un sense títol | Pro un |
| Pro un | 1922                   | Llibre infantil pro un Suprematicheskii skaz pro dva kvadrata v shesti postroikakh (Historia suprematista de dos quadrats en sis construccions) | Portada Pàg. 1 Pàg. 2 Pàg. 3 Pàg. 4 Pàg. 5 Pàg. 6 Pàg. 7 Pàg. 8 Pàg. 9 Pàg. 10 Última pàg. Contraportada |
| Pro un | 1922                   | Pro un 19D | MoMa, Nova York |
| Pro un | 1923                   | Pro un 12E | Pro un, M. º Busch-Reisinger, Universitat Harvard |
| Pro un | 1924                   | Pro un sense títol | Pro un |
| Disseny gràfic | 1922                   | Shest povestei o legkij kontsaj (Sis contes amb final feliç), llibre d'Iliá Erenburg | Portada |
| Disseny gràfic | 1923                   | Disseny per a Vladímir Mayakovski Dlia llaminera (Per a la veu) | Portada Pàg. 1 Arxivat 2002-03-08 a Wayback Machine. Pàg. 2 Arxivat 2007-11-27 a Wayback Machine. Pàg. 3-4 Arxivat 2003-06-28 a Wayback Machine. Pàg. 5-6 Arxivat 2002-08-30 a Wayback Machine. Pàg. 7-8 Arxivat 2005-10-02 a Wayback Machine. Pàg. 9-10 Arxivat 2003-06-30 a Wayback Machine. Pàg. 11-12 Arxivat 2005-04-09 a Wayback Machine. Pàg. 13 Arxivat 2007-11-27 a Wayback Machine. Pàg. 14 Arxivat 2002-03-08 a Wayback Machine. Pàg. 15-16 Arxivat 2002-03-02 a Wayback Machine. Pàg. 17-18 Pàg. 21-22 Arxivat 2003-06-30 a Wayback Machine. Pàg. 23-24 Arxivat 2007-10-13 a Wayback Machine. |
| Disseny gràfic | 1923                   | Pàgina per al programa de Victòria sobre el sol | Disseny |
| Disseny gràfic | 1924                   | Merz Disseny. Vol 2, No. 8/9, "Nasci, " | [[:\|Portada]] |
| Disseny gràfic | 1925                   | Die Kunstismen («Els ismos en l'art») per Lisitski i Jean Arp | Portada Pàgines |
| Disseny gràfic | 1928                   | Catàleg d'exposició de Union der Sozialistischen Sowjet-Republiken: Katalog donis Sowjet-Pavillons auf der Internationalen Presse-Ausstellung (Unió de Repúbliques Socialistes Soviètiques: Catàleg del Pavelló Soviètic en l'Exposició Internacional de Colònia) | Portada |
| Disseny gràfic | 1930                   | Russland: Die Rekonstruktion der Architektur in der Sowjetunion (Rússia: La reconstrucció de l'arquitectura a la Unió Soviètica) | Portada Contraportada |
| Disseny gràfic | 1935                   | Industriia sotsializma: Tiazhelaia promyshlennost k Vii Vsesoiuznomu Sezdu Sovetov (Indústria del socialisme: Indústria pesant per al Vii Congreso de los Soviets)                                                                                                | Portada |
| Publicitat | 1924                   | Anunci per a tinta de l'empresa Pelikan | Disseny |
| Publicitat | 1924                   | Relleu publicitari en plafó de fusta, per a cintes de màquina d'escriure Pelikan | Disseny |
| Publicitat | 1925                   | Anunci per a tinta de dibuix Pelikan | Disseny |
| Fotografia | 1925                   | Autoretrats | 1924 1925 |
| Fotografia | 1925                   | Fotomuntatge de Kurt Schwitters | Imatge |
| Fotografia | 1928                   | Corredor a la ciutat | Imatge |
| Fotografia | 1929                   | Catàleg d'exposició per a Iaponskoye kino: Vystavka (Exposició de cinema japonès) | Portada |
| Fotografia | 1930                   | Muntatge de treballadors i xemeneies, per a USSR im bau | Imatge |
| Font : Obres d'El Lisitski (2001). Obtingut el 20 de març de 2005. - Font : Monuments del Futur: Dissenys d'El Lisitski (2002) Obtingut el 20 de març de 2005 - Font : El Lisitski (2002) Obtingut el 28 de març de 2005 |                        | | |

Grans quantitats de les seves obres es troben en permanent exposició en galeries i museus de tot el món. Moltes obres proun es poden veure en el Van Abbemuseum dels Països Baixos, amb altres obres abstractes exposades al Museu Sprengel de Hannover. La seva obra forma part de la Col·lecció Peggy Guggenheim a Venècia. A Espanya, pot veure's al Museu Thyssen-bornemisza de Madrid.